# This is Who I Am
This is Who I Am —en español: Esto es lo que soy— es el primer álbum de la cantante rusa Lena Katina como solista, tras la separación de la colega Julia Volkova, que formó el grupo t.A.T.u.. El resultado de un proyecto iniciado en 2009, durante el primer "break" del grupo, se anunció oficialmente el 2 de septiembre de 2014, coincidiendo con el rediseño de la página web oficial de la cantante. En el verano de 2014, después de la división definitivo de t.A.T.u., poco después de la publicación del último sencillo Love In Every Moment, el Katina había confirmado que volver a trabajar en su primer álbum en solitario, cuyo sonido es dicharachero de power pop Típico del grupo al que pertenecían.

## Listado de canciones
Todas las canciones escritas y compuestas por Lena Katina. 
| N.º | Título                      | Duración |  |
| 1.  | «All Around the World»      | 3:29     |  |
| 2.  | «Who I Am»                  | 3:18     |  |
| 3.  | «Walking In the Sun»        | 4:11     |  |
| 4.  | «The Beast (Inside of You)» | 4:05     |  |
| 5.  | «Something I Said»          | 3:45     |  |
| 6.  | «Lift Me Up»                | 3:22     |  |
| 7.  | «Fed Up»                    | 3:15     |  |
| 8.  | «An Invitation»             | 3:53     |  |
| 9.  | «Just a Day»                | 4:41     |  |
| 10. | «Wish on a Star»            | 4:16     |  |
| 11. | «Waiting»                   | 3:32     |  |
| 12. | «Never Forget»              | 3:35     |  |
| 13. | «Lost in This Dance»        | 5:37     |  |

Bonus Tracks

Todas las canciones escritas y compuestas por Lena Katina. 
| N.º | Título                               | Duración |  |
| 14. | «Golden Leaves» (feat. Noemi Smorra) | 3:20     |  |

## Posicionamiento en listas

### Sencillos
| Sencillos       | Año  | Posición | Álbum            |
| Sencillos       | Año  | US Club  | Álbum            |
| --------------- | ---- | -------- | ---------------- |
| "Never Forget"  | 2011 | 1        | This Is Who I Am |
| "Lift Me Up"    | 2013 | 31       | This Is Who I Am |
| "Who I Am"      | 2014 |          | This Is Who I Am |
| "An Invitation" | 2015 |          | This Is Who I Am |